# سيليست باربيتا
سابرينا سيليست باربيتا نينو (ولدت في 22 مايو 1979)، والمعروفة باسم سيليست باربيتا، هي لاعبة كرة قدم أرجنتينية تلعب كمدافعة. كانت عضوًا في المنتخب الأرجنتيني للسيدات في نسختين من كأس العالم للسيدات FIFA (2003 و2007).

## روابط خارجية
- سيليست باربيتا على موقع الاتحاد الدولي (مؤرشف)  (الإنجليزية)
- سيليست باربيتا على موقع قاعدة بيانات كرة القدم.إي يو (الإنجليزية)
- سيليست باربيتا على موقع Soccerway.com (الإنجليزية)
- سيليست باربيتا على موقع عالم كرة القدم.نت (الإنجليزية)